# Jules Pieters
Julius Marie Pieters (Vlaardingen, 6 augustus 1900 - Angeren (Gld), 22 december 1974) was een Nederlands ambtenaar, jurist en hoogleraar.

## Loopbaan
Pieters studeerde rechten met een studiebeurs op voorwaarde dat hij als rijksambtenaar zou gaan dienen in Nederlands-Indië. 
Hij werkte in Nederlands Indië van 1922 tot 1948 uiteindelijk als een van de hoogste bestuursambtenaren, o.a. als waarnemend adjunct adviseur Agrarische Zaken.
In 1932 promoveerde hij aan de Rijksuniversiteit Leiden op een proefschrift getiteld De zoogenaamde ontvoogding van het Inlandsch bestuur.
Gedurende de Tweede Wereldoorlog werd hij in Nederlands Indië gevangengezet in een jappenkamp en werd hij erg ziek.
Na zijn terugkeer in Nederland was hij werkzaam bij de Katholieke Hogeschool Tilburg, eerst als buitengewoon hoogleraar met leeropdracht Oosterse economie en Economie en politiek van de overzeese rijksdelen, en vanaf 1953 als gewoon hoogleraar met leeropdracht Bestuurswetenschappen, inleiding in de rechtswetenschap en Oosterse economie. Van 1954 tot 1955 was hij bovendien rector magnificus en was hij een van de stichters van de juridische faculteit bij deze instelling. In 1963 werd hij ook de eerste decaan van deze nieuwe faculteit in Tilburg. In 1970 ging hij met emeritaat.

## Onderscheidingen
- Commandeur in de Orde van St. Silvester
- Officier in de Orde van Oranje-Nassau
- Ridder in de Orde van de Nederlandse Leeuw